# Kreditna kartica
Kreditna kartica je potrdilo (praviloma v obliki plastične izkaznice), s katerim izdajatelj potrjuje, da bo plačal terjatve tretjih partnerjev (prodajalcev, …) do imetnika kreditne kartice. 
Izdajatelji kreditnih kartic so praviloma banke in podobne ustanove. 
Kreditna kartica je lahko:
- veljavna v več državah (na primer: American Express, Diners Club, Eurocard, Visa, MasterCard …
- veljavne samo v državi, v kateri je sedež izdajatelja (na primer: Karanta - Slovenija, DinaCard - Srbija)
- veljavne samo v trgovski mreži izdajatelja in povezanih trgovinah (Mercator Pika), TUŠ, Magna

Imetnik kreditne kartice ob nakupu ali opravljeni storitvi samo podpiše odrezek računa. S tem računa še ni plačal. Nastalo je kreditno razmerje. Račun poravna izdajatelj kreditne kartice, z imetnikom kreditne kartice pa občasno (praviloma mesečno) poravna terjatve.
Stroške poslovanja plača trgovina s provizijo, ki jo zaračuna izdajatelj kartice.
Kreditne kartice pogosto imenujejo plastični denar in kot plačilno sredstvo pogosto zamenjujejo gotovino. 